# Чемпіонат Європи з позашосейного бігу 2024
Чемпіонат Європи з позашосейного бігу 2024 буде проведений 31 травня-2 червня у французькому Ансі.
Первісно, у жовтні 2020, було прийняте рішення про проведення чемпіонату-2024 у містечку Ла-Фекла. Наприкінці червня 2023 містом-господарем змагань був визначений Ансі
На чемпіонаті буде розіграно 20 комплектів нагород у особистому та командному заліку серед жінок та чоловіків у двох вікових категоріях (дорослі та юніори).
За регламентом змагань дорослі спортсмени змагатимуться у гірському бігу та трейлі, а юніори — лише у гірському бігу.

## Особиста першість

### Чоловіки
| Дисципліна                                | Золото                      | Золото  | Срібло                        | Срібло  | Бронза                 | Бронза  |
| ----------------------------------------- | --------------------------- | ------- | ----------------------------- | ------- | ---------------------- | ------- |
| Гірський біг «вгору» 7,6 км (дорослі)     | Джо Стюард Велика Британія  | 42.37   | Джейкоб Адкін Велика Британія | 43.55   | Лукас Ерле Німеччина   | 44.23   |
| Гірський біг «вгору» 5,6 км (U20)         | Матьє Бюрер Швейцарія       | 36.09   | Лоїк Берже Швейцарія          | 36.30   | Жуль Монжеллаз Франція | 37.06   |
| Гірський біг «вгору-вниз» 16 км (дорослі) | Роберто Делоренці Швейцарія | 1:11.28 | Лукас Ерле Німеччина          | 1:11.31 | Теодор Кляйн Франція   | 1:11.49 |
| Гірський біг «вгору-вниз» 5,9 км (U20)    | Антуан Пюїдебуа Франція     | 27.46   | Жуль Монжеллаз Франція        | 28.02   | Маель Енрік Франція    | 28.18   |
| Трейл 58 км                               | Тома Карден Франція         | 4:58.22 | Бенжамен Рубіоль Франція      | 5:04.01 | Лоїк Роллан Франція    | 5:07.38 |

### Жінки
| Дисципліна                                | Золото                    | Золото  | Срібло                          | Срібло  | Бронза                        | Бронза  |
| ----------------------------------------- | ------------------------- | ------- | ------------------------------- | ------- | ----------------------------- | ------- |
| Гірський біг «вгору» 7,6 км (дорослі)     | Ніна Енгельгард Німеччина | 50.08   | Скаут Адкін Велика Британія     | 51.43   | Моніка Мадаліна Флоря Румунія | 52.33   |
| Гірський біг «вгору» 5,6 км (U20)         | Джулія Ерле Німеччина     | 41.50   | Ів Вітакер Велика Британія      | 43.40   | Лілі Бек Франція              | 44.19   |
| Гірський біг «вгору-вниз» 16 км (дорослі) | Ніна Енгельгард Німеччина | 1:22.44 | Юдіт Вайдер Швейцарія           | 1:23.09 | Моніка Мадаліна Флоря Румунія | 1:23.12 |
| Гірський біг «вгору-вниз» 5,9 км (U20)    | Марго Дажу Франція        | 31.50   | Інгеборг Сінстнес Холе Норвегія | 32.07   | Ів Вітакер Велика Британія    | 32.18   |
| Трейл 58 км                               | Клементін Жоффрей Франція | 5:44:37 | Бландін Лірондель Франція       | 5:53:49 | Аделін Мартен Франція         | 5:56:44 |

## Командна першість

### Чоловіки
| Дистанція                                 | Золото                                                                               | Золото  | Срібло                                                                                    | Срібло | Бронза                                                                                       | Бронза |
| ----------------------------------------- | ------------------------------------------------------------------------------------ | ------- | ----------------------------------------------------------------------------------------- | ------ | -------------------------------------------------------------------------------------------- | ------ |
| Гірський біг «вгору» 7,6 км (дорослі)     | Велика БританіяДжо Стюард (1) Джейкоб Адкін (2) Крістіан Джонс (10) Фінлі Грант (17) | 13 очок | ШвейцаріяРоберто Делоренці (4) Йонатан Шмід (8) Йонас Зольдіні (9) Кандід Пралон (11)     | 21     | ФранціяФредерік Траншар (5) Теодор Кляйн (6) Кантен Мейлю (13) Жером Блан (18)               | 24     |
| Гірський біг «вгору» 5,6 км (U20)         | ШвейцаріяМатьє Бюрер (1) Лоїк Берже (2) Фйорільйо Камезі (5) Ларс Ешгер (12)         | 8       | ФранціяЖуль Монжеллаз (3) Ное Декомб (7) Саймон Біболле (8) Емільєн Сімоно (13)           | 18     | Велика БританіяЕдвард Гоббс (4) Томас Гілтон (6) Александер Пулстон (10) Джек Сандерсон (11) | 20     |
| Гірський біг «вгору-вниз» 16 км (дорослі) | ФранціяТеодор Кляйн (3) Фредерік Траншан (7) Ромен Діше (14) Кантен Мейлю (20)       | 24      | Велика БританіяДжо Стюард (5) Крістіан Джонс (6) Джейкоб Адкін (15) Бенджамін Ротері (16) | 26     | ІталіяЧезаре Маестрі (4) Ізакко Коста (10) Данієль Паттіс (13) Альберто Вендер (17)          | 27     |
| Гірський біг «вгору-вниз» 5,9 км (U20)    | ФранціяАнтуан Пюїдебуа (1) Жуль Монжеллаз (2) Маель Енрік (3) Жуль Барріо (4)        | 6       | ІталіяФранческо Мацца (6) Лука Курйоні (9) Марко Ступіджа (14) Габріель Баццолі (17)      | 29     | ІспаніяПер Менендес (8) Едуардо Ернандес (10) Адріан Масіас (15) Ашебер Діас (19)            | 33     |
| Трейл 58 км                               | ФранціяТома Карден (1) Бенжамен Рубіоль (2) Лоїк Роллан (3) Уго Дек (10)             | 6       | ПольщаРафал Матущак (5) Давід Маліна (6) Марцел Фабіан (17) Мілош Щеснєвський (22)        | 28     | ЧехіяТомаш Мацечек (12) Томаш Фарнік (15) Томас Худець (20)                                  | 47     |

### Жінки
| Дистанція                                 | Золото                                                                           | Золото  | Срібло                                                                                 | Срібло | Бронза | Бронза |
| ----------------------------------------- | -------------------------------------------------------------------------------- | ------- | -------------------------------------------------------------------------------------- | ------ | --- | ------ |
| Гірський біг «вгору» 7,6 км (дорослі)     | ФранціяКрістель Девалль (4) Еліз Понсе (5) Марі Ніве (9) Нелі Клеман (20)        | 18 очок | Велика БританіяСкаут Адкін (2) Сара Віллгойт (7) Скарлет Дейл (13) Елль Твентіман (15) | 22     | ШвейцаріяЮдіт Вайдер (6) Селіна Бюрх (11) Мод Матіс (17) Селін Аебі (32)                                     | 34     |
| Гірський біг «вгору» 5,6 км (U20)         | ФранціяЛілі Бек (3) Марго Дажу (5) Люна Бек (9) Лалібела Фрюшар (14)             | 17      | Велика БританіяІв Вітакер (2) Айла Гедлі (6) Лорен Расселл (10) Амелі Лейн (11)        | 18     | ІталіяЛічія Феррарі (7) Анна Гофер (8) Сільвія Боскаччі (20) Дебора Бертаньйоллі (29)                        | 35     |
| Гірський біг «вгору-вниз» 16 км (дорослі) | Велика БританіяСкаут Адкін (4) Наомі Ленг (5) Ів Паннон (11)                     | 20      | ШвейцаріяЮдіт Вайдер (2) Реа Ізелі (9) Мод Матіс (10) Селін Аебі (28)                  | 21     | РумуніяМоніка Мадаліна Флоря (3) Андрея Аліна Піску (12) Крістіна Сіміон (17) Марія Магдалена Босінчану (38) | 32     |
| Гірський біг «вгору-вниз» 5,9 км (U20)    | ФранціяМарго Дажу (1) Аліс Муньє (7) Ліла Андр (10) Марі Гарре (12)              | 18      | Велика БританіяІв Вітакер (3) Джорджія Белл (8) Амелі Лейн (11) Айла Патерсон (14)     | 22     | ІталіяЛючія Арнольдо (4) Анна Гофер (6) К'яра Педоль (15) Федеріка Борроміні (16)                            | 25     |
| Трейл 58 км                               | ФранціяКлементін Жоффрей (1) Бландін Лірондель (2) Аделін Мартен (3) Жулі Ру (4) | 6       | ІспаніяОйхана Кортасар (8) Хемма Ареньяс Алькасар (14) Марія дель Мар Пастор (24)      | 46     | ІталіяКамілла Мальяно (12) Мартіна К'яльво (15) Джудітта Туріні (23)                                         | 50     |

## Медальний залік
| Місце                | Країна               | Золото | Срібло | Бронза | Загалом |
| -------------------- | -------------------- | ------ | ------ | ------ | ------- |
| 1                    | Франція              | 11     | 4      | 7      | 22      |
| 2                    | Велика Британія      | 3      | 7      | 2      | 12      |
| 3                    | Швейцарія            | 3      | 4      | 1      | 8       |
| 4                    | Німеччина            | 3      | 1      | 1      | 5       |
| 5                    | Італія               | 0      | 1      | 4      | 5       |
| 6                    | Іспанія              | 0      | 1      | 1      | 2       |
| 7                    | Норвегія             | 0      | 1      | 0      | 1       |
| 7                    | Польща               | 0      | 1      | 0      | 1       |
| 9                    | Румунія              | 0      | 0      | 3      | 3       |
| 10                   | Чехія                | 0      | 0      | 1      | 1       |
| Загалом (10 збірних) | Загалом (10 збірних) | 20     | 20     | 20     | 60      |